# 扶桑町
扶桑町（ふそうちょう）は、愛知県の北西部に位置し、丹羽郡に属する町。

## 概要

### 町の現況
愛知県の北西部に位置し、中部圏の中心である名古屋市から北に約20㎞の距離にある。扶桑駅から名鉄名古屋駅まで約30分、扶桑町役場から名古屋高速11号小牧線を経由して名古屋市都心部まで約30分という利便性の高い位置にあり、名古屋市のベッドタウンとして発展を続けている。

### 町名の由来
「扶桑」の名は、扶桑村が誕生した際の丹羽郡長が「本村は桑園多し、ゆえに扶桑と命名したならば」と述べたのを受けて名付けたとされる。

## 地理

### 位置
日本のほぼ中央部、愛知県の北西部にあたり、濃尾平野の北部を占める扶桑町は、木曽川の流れによってできた犬山扇状地の扇頂近くの町である。御嶽山麓で生まれた木曽川が、木曽山脈・美濃三河高原の山中を、飛騨木曽川国定公園の美観を作りつつ流れ、ようやく山地を抜け、平野部へ出たところに位置している。

### 面積
| 年度   | 総面積 | 宅地  | 田     | 畑    | その他 | 民有地 |
| ------ | ------ | ----- | ------ | ----- | ------ | ------ |
| 1953年 | 10,870 | 1,114 | 10,198 | 6,265 | 530    | 8,397  |
| 1963年 | 10,930 | 1,637 | 1,200  | 5,761 | 459    | 9,057  |
| 1973年 | 10,930 | 2,570 | 970    | 4,150 | 380    | 8,070  |
| 1983年 | 10,930 | 3,170 | 890    | 3,570 | 340    | 7,970  |
| 1993年 | 11,180 | 3,662 | 900    | 2,897 | 444    | 7,903  |
| 2013年 | 11,180 | 4,189 | 770    | 2,306 | 689    | 7,953  |
| 2023年 | 11,180 | 4,363 | 732    | 2,038 | 786    | 7,919  |

扶桑町は東西4km、南北4kmのほぼ正方形で、屈折の多い境域である。総面積11.18㎢、民有地のうち田が73.2ha、畑が203.8haで総面積の約20%が畑という地域であるが、これらの耕地は70年間に約60%減少している。特に畑の多かった扶桑町では町制施行当時に比べると半分以下になっている。一方で宅地が非常に増加していて4倍以上になっている。これは、名古屋市のベッドタウンとして発展したためで、この傾向は1963年（昭和38年）以降急速に進んだ。民有地のその他の土地は、山林、原野、雑種地などが含まれている。民有地以外の土地の大半は公有地で、名古屋水道敷地、道路、学校用地その他の公共施設用地などである。これも増加の傾向にあり、民有地は減少している。1995年（平成7年）当時の扶桑町の所有地は237,416.31㎡である。

### 地形
町域は概ね平坦な地形で、木曽川が本町の北端を東から西に流れており、川沿いにはまとまった自然環境が残っている。

#### 河川

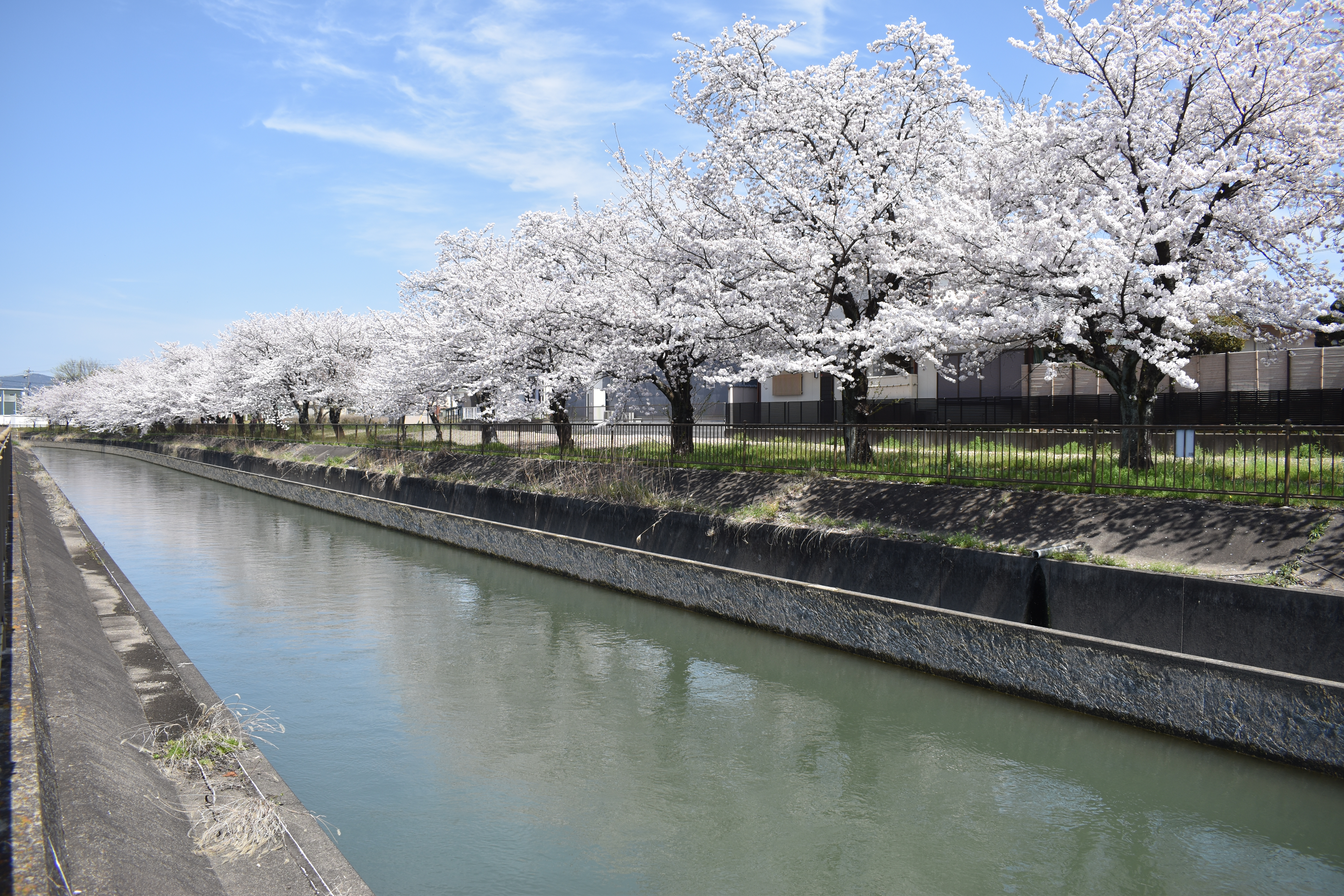
木津用水と桜並木

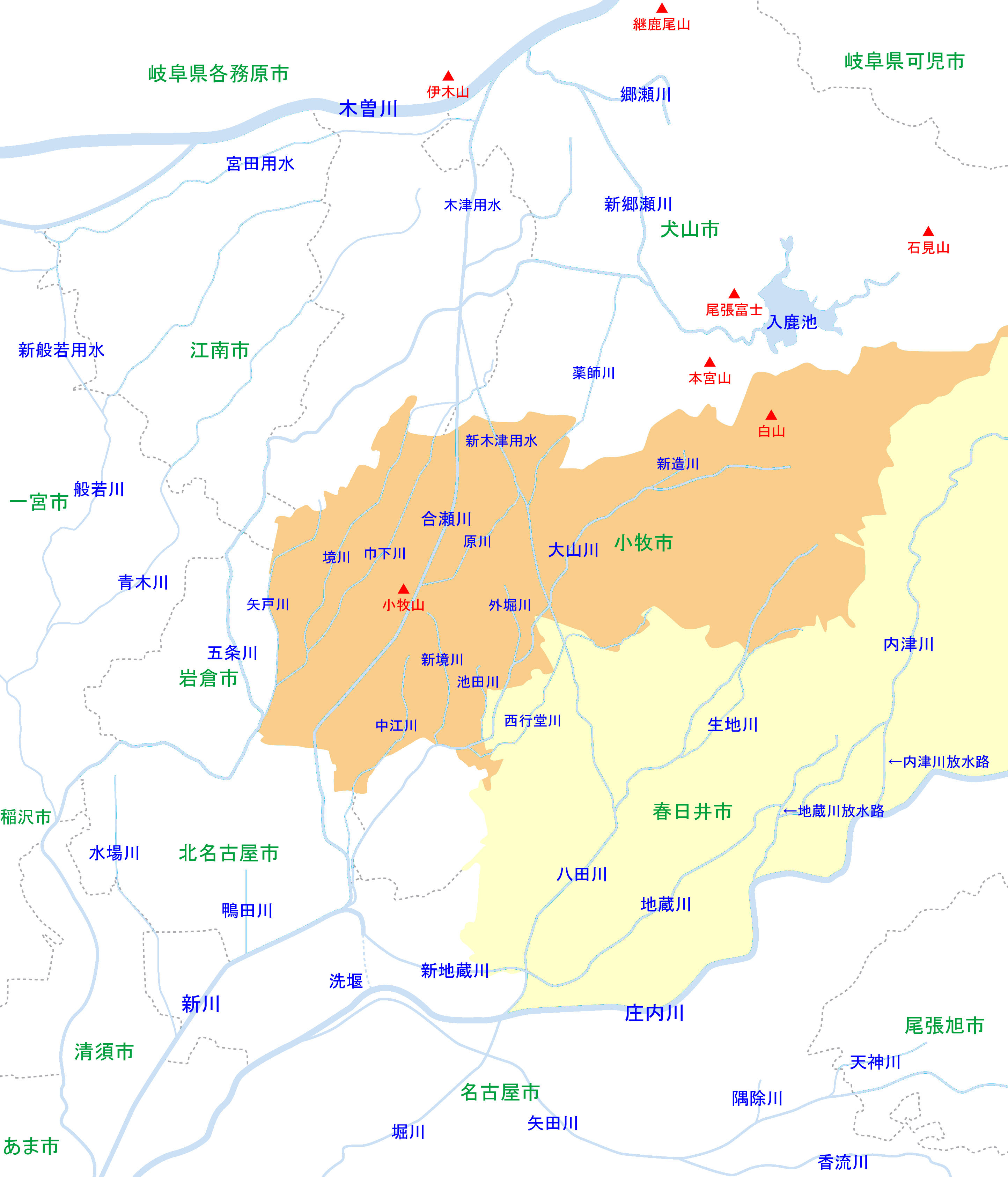
小牧市・春日井市周辺河川の位置関係図

一級河川
- 木曽川
- 合瀬川
- 青木川

その他の河川
- 木津用水
- 般若川（般若用水）
- 宮田用水

### 地域
扶桑町は以下の地区（大字）で構成されている。
| 画像 | 地区 | 人口   | 世帯数 |
| ---- | ---- | ------ | ------ |
|      | 高雄 | 14,991 | 6,388  |
|      | 山名 | 1,936  | 4,795  |
|      | 斎藤 | 4,045  | 1,706  |
|      | 高木 | 2,286  | 1,062  |
|      | 柏森 | 8,768  | 3,981  |
| 計   |      | 35,031 | 15,219 |

### 気候
| 扶桑町の気候           | 扶桑町の気候 | 扶桑町の気候 | 扶桑町の気候 | 扶桑町の気候  | 扶桑町の気候 | 扶桑町の気候 | 扶桑町の気候   | 扶桑町の気候   | 扶桑町の気候  | 扶桑町の気候 | 扶桑町の気候 | 扶桑町の気候 | 扶桑町の気候   |
| 月                     | 1月          | 2月          | 3月          | 4月           | 5月          | 6月          | 7月            | 8月            | 9月           | 10月         | 11月         | 12月         | 年             |
| ---------------------- | ------------ | ------------ | ------------ | ------------- | ------------ | ------------ | -------------- | -------------- | ------------- | ------------ | ------------ | ------------ | -------------- |
| 最高気温記録 °C （°F） | 16.2 (61.2)  | 15.1 (59.2)  | 23.3 (73.9)  | 29.9 (85.8)   | 33.4 (92.1)  | 38.9 (102)   | 39.7 (103.5)   | 38.9 (102)     | 36.0 (96.8)   | 32.1 (89.8)  | 26.2 (79.2)  | 18.3 (64.9)  | 39.7 (103.5)   |
| 日平均気温 °C （°F）   | 3.6 (38.5)   | 3.9 (39)     | 10.4 (50.7)  | 16.4 (61.5)   | 19.2 (66.6)  | 24.2 (75.6)  | 27.4 (81.3)    | 28.2 (82.8)    | 25.9 (78.6)   | 18.2 (64.8)  | 14.2 (57.6)  | 5.9 (42.6)   | 16.5 (61.7)    |
| 最低気温記録 °C （°F） | −3.5 (25.7)  | −3.7 (25.3)  | −1.5 (29.3)  | 3.9 (39)      | 7.0 (44.6)   | 12.8 (55)    | 21.5 (70.7)    | 21.0 (69.8)    | 17.1 (62.8)   | 7.0 (44.6)   | 6.0 (42.8)   | −3.0 (26.6)  | −3.7 (25.3)    |
| 降水量 mm （inch）     | 25.5 (1.004) | 37.5 (1.476) | 91.5 (3.602) | 103.0 (4.055) | 143.0 (5.63) | 111.5 (4.39) | 536.0 (21.102) | 307.0 (12.087) | 228.5 (8.996) | 73.0 (2.874) | 110.5 (4.35) | 28.0 (1.102) | 1,795 (70.669) |
| % 湿度                 | 59.9         | 62.0         | 55.3         | 60.5          | 58.0         | 67.0         | 72.9           | 73.3           | 71.3          | 63.2         | 66.4         | 66.2         | 64.7           |
| 出典：丹羽消防署       |              |              |              |               |              |              |                |                |               |              |              |              |                |

### 人口
1906年（明治39年）4ヶ村を合併し、扶桑村となった頃は、人口およそ7～800人余、戸数1400戸余の自治体であった。1952年（昭和27年）町制施行当時の人口は1万319人で、しばらく人口の変動は少なかった。1958年（昭和33年）の中島住宅以降、相次いで住宅団地が建設され、人口・世帯数ともに急増していった。1970年（昭和45年）1月に2万人、1974年（昭和49年）9月に2万5千人、1993年（平成5年）に3万人を突破。人口減少に悩む自治体が多い中、名鉄犬山線で名古屋に出やすく、のどかな住環境が受けて微増を続け、町制70年の節目に当たる2022年（令和4年）には3万5000人に達した。愛知54市町村中44位。ただし、国立社会保障・人口問題研究所の推計では、2020年から2025年に町の人口は減少局面に入るとみられている。
- 平均年齢　44.9歳（2015年国勢調査[4]）

| |                                        |  |
| 扶桑町と全国の年齢別人口分布（2005年） | 扶桑町の年齢・男女別人口分布（2005年） |  |
| ■紫色 ― 扶桑町 ■緑色 ― 日本全国 | ■青色 ― 男性 ■赤色 ― 女性              |  |
| 扶桑町（に相当する地域）の人口の推移 \| 1970年（昭和45年） \| 21,317人 \| \| \| 1975年（昭和50年） \| 25,296人 \| \| \| 1980年（昭和55年） \| 27,254人 \| \| \| 1985年（昭和60年） \| 27,822人 \| \| \| 1990年（平成2年） \| 29,210人 \| \| \| 1995年（平成7年） \| 30,254人 \| \| \| 2000年（平成12年） \| 31,728人 \| \| \| 2005年（平成17年） \| 32,535人 \| \| \| 2010年（平成22年） \| 33,558人 \| \| \| 2015年（平成27年） \| 33,806人 \| \| \| 2020年（令和2年） \| 34,133人 \| \| |                                        |  |
| 総務省統計局 国勢調査より |                                        |  |
| 1970年（昭和45年） | 21,317人                               |  |
| 1975年（昭和50年） | 25,296人                               |  |
| 1980年（昭和55年） | 27,254人                               |  |
| 1985年（昭和60年） | 27,822人                               |  |
| 1990年（平成2年） | 29,210人                               |  |
| 1995年（平成7年） | 30,254人                               |  |
| 2000年（平成12年） | 31,728人                               |  |
| 2005年（平成17年） | 32,535人                               |  |
| 2010年（平成22年） | 33,558人                               |  |
| 2015年（平成27年） | 33,806人                               |  |
| 2020年（令和2年） | 34,133人                               |  |

### 隣接する自治体
周辺の市町は東は犬山市（木津・上野新町・上野・橋爪・五郎丸）南は大口町（河北・上小口・中小口・余野）西は江南市（中般若・下般若・和田勝佐・山尻・江森・前野）と隣接し、北は木曽川を隔てて、岐阜県各務原市に相対している。
 愛知県
- 犬山市
- 江南市
- 丹羽郡大口町

 岐阜県
- 各務原市

## 歴史

### 戦国時代
- 1564年（永禄7年） - 織田信長、織田広近の大久地城、織田信清の犬山城を攻略する。信清軍、扶桑地内で防戦。大道寺の戦い、元亀塚の戦い、旧覚王寺の延焼など。
- 1566年（永禄9年） - この頃、端折笠の製作が始まる。

### 安土桃山時代
- 1575年（天正3年） - この頃、岩倉街道が作られる。
- 1585年（天正13年） - 小牧・長久手の戦い。稲垣軍神、葉森塚の伝説が残る。

### 江戸時代
慶長年間（1596年～1615年）、扶桑地内には次の8ヶ村があった。
- 犬山羽根村
- 下野村
- 北山名村
- 岩手村
- 南山名村
- 斎藤村
- 高木村
- 柏森村
  - これ以前に樫森村が柏森村に、前刀村が斎藤村に、下沼郷が下野村に代わっているが、その年代は明らかでない。

文政年間（1820年頃）にはこの8ヶ村に下野原新田村が加わり、9ヶ村が確認できる。
| 村名       | 人口  | 現在の町域 |
| ---------- | ----- | ---------- |
| 犬山羽根村 | 78    | 高雄       |
| 下野村     | 1,237 | 高雄       |
| 下野原新田 | 282   | 高雄       |
| 北山名村   | 861   | 山那・小淵 |
| 岩手村     | 27    | 山那・小淵 |
| 南山名村   | 650   | 南山名     |
| 斎藤村     | 594   | 斎藤       |
| 高木村     | 273   | 高木       |
| 柏森村     | 704   | 柏森       |

|  | 最多人口 |

|  | 最小人口 |

- 1609年（慶長14年） - 御囲堤完成。

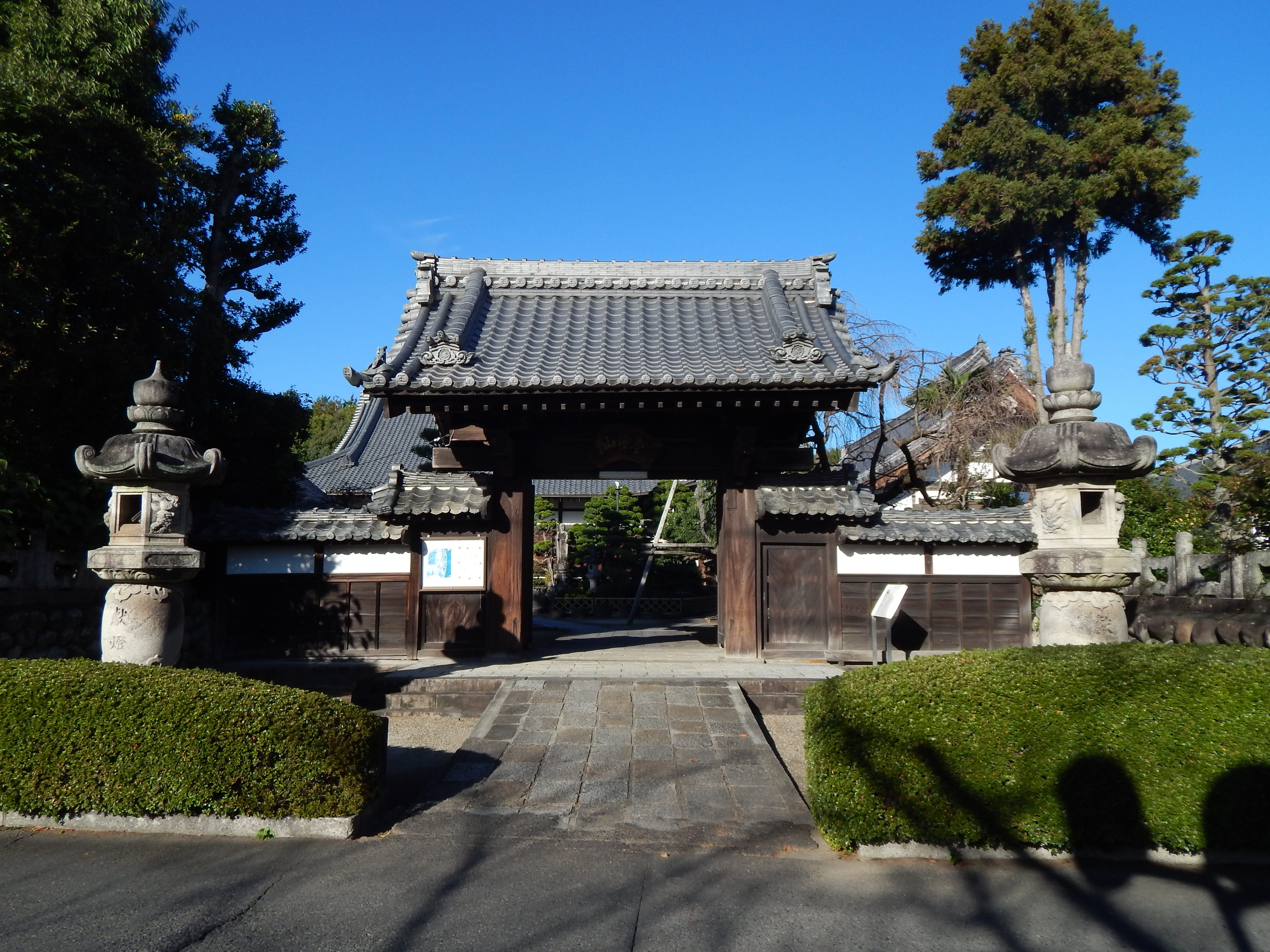
覚王寺が現在地に移転

- 1619年（元和5年） - 般若用水、井道完成。
- 1624年（寛永元年） - この頃、キリスト教が扶桑地方へ伝わる。高木村で布教が行われる。
- 1628年（寛永5年） - 大野杁を宮田へ移し、宮田用水と称する。
- 1637年（寛永14年） - 島原の乱。下野村でキリシタンの検挙が行われる。
- 1650年（慶安3年） - 木曽川の本堤に杁を敷設し、大井堀を開く。木津用水完成。
- 1654年（承応3年） - ヤロカ水の洪水。
- 1661年（寛文元年） - 寛文のキリシタン大検挙が始まる。高木村で多くの処刑者が出る。
- 1688年（貞享5年） - この年から1693年（元禄6年）までに、キリシタン、下野村で32人、柏森村で一人捕らえられる。
- 1727年（享保12年） - 北山名村で養蚕、製糸が広まる。
- 1729年（享保14年） - 覚王寺が現在地に移転。
- 1749年（寛延2年） - 安穏寺、知多郡篠島より当地に移る。

### 明治
- 1873年（明治6年） 
  - 9月 - 下野村の覚王寺に顕誠学校（現：扶桑町立高雄小学校）創立[6]。
  - 11月 - 南山名村沢木家に涵養学校（現：扶桑町立山名小学校）、柏森村専修院に郁文学校（現：扶桑町立柏森小学校）創立[6]。
  - 12月 - 山那村東漸庵に啓明学校（現：扶桑町立山名小学校）創立[6]。
- 1878年（明治11年）
  - 3月 - 犬山羽根村、下野村、下野原新田村が合併し、高雄村となる。
  - 12月 - 北山名村、岩手村が合併し、山名村となる。
- 1889年（明治22年）10月1日 - 町村制施行。高雄村、山名村、豊国村、柏森村の4村が発足。
- 1906年（明治39年）10月1日 - 4村が合併し扶桑村が誕生。

### 大正
- 1912年（大正元年）8月6日 - 柏森駅、高雄駅（現：扶桑駅）、木津用水駅開業。
- 1917年（大正6年）12月10日 - 扶桑村役場竣工。

### 昭和
- 1947年（昭和22年）4月1日 - 扶桑村立扶桑中学校（現：扶桑町立扶桑中学校）創立[7]。
- 1951年（昭和26年）
  - 時期不明 - 扶桑町で守口大根の栽培始まる[8]。
  - 1月28日 - 初代扶桑町長亀井定一就任。
- 1952年（昭和27年）8月1日 - 町制を施行して扶桑町が誕生。
- 1955年（昭和30年）1月28日 - 第2代北折博就任。
- 1956年（昭和31年）10月1日 - 「扶桑」誕生50周年。
- 1958年（昭和33年） - 中島住宅建設[9][10]。
- 1961年（昭和36年）1月25日 - 扶桑町商工会発足[11]。
- 1963年（昭和38年）1月28日 - 第3代扶桑町長仙田明一就任。
- 1965年（昭和40年）
  - 時期不明 - 人口が1万5,000人に到達[12]。
- 1966年（昭和41年）11月20日 - 町の木「かし」制定[13]。
- 1967年（昭和42年）

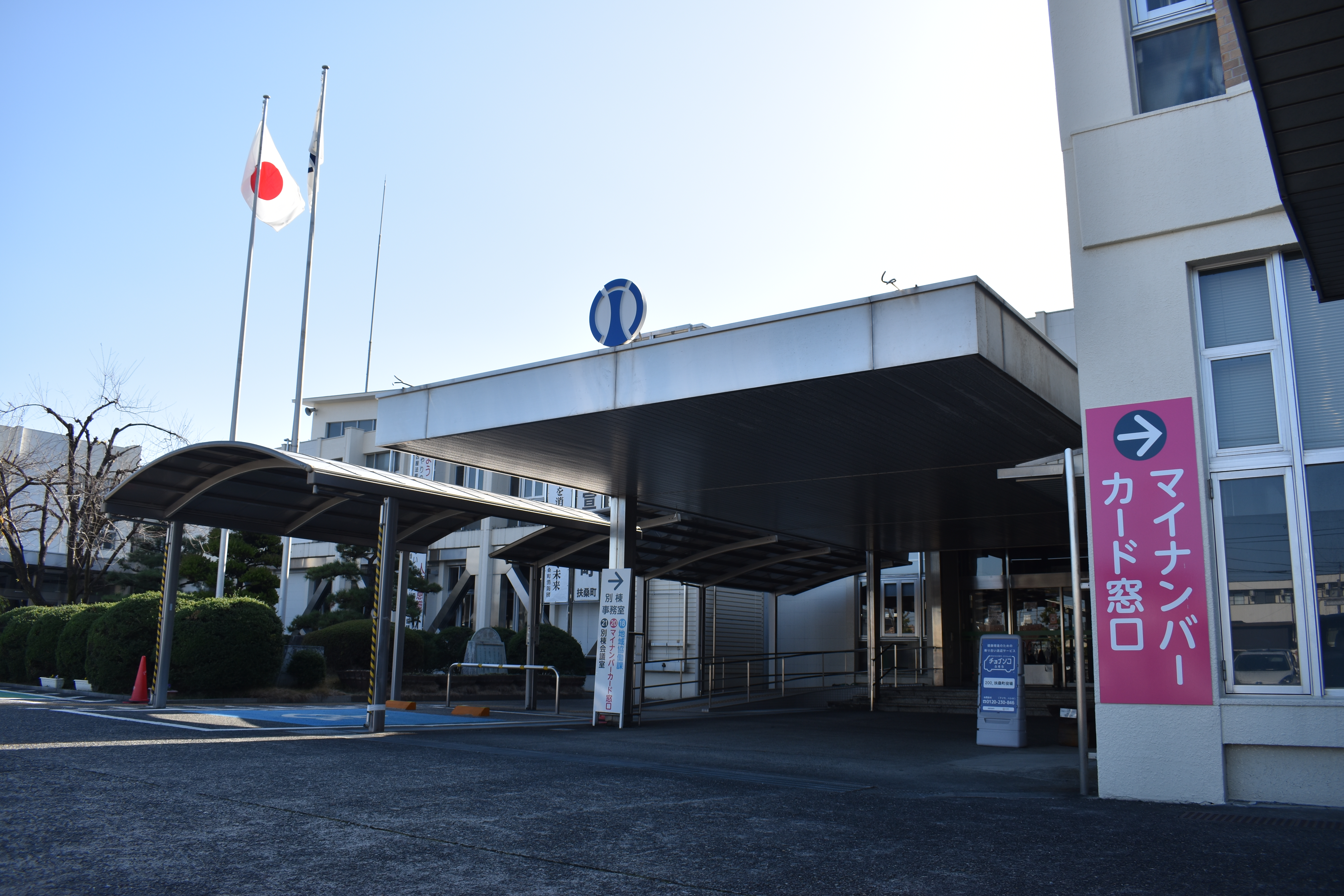
扶桑町役場竣工

- - 3月31日 - 扶桑町役場竣工（扶桑村創立60周年記念事業）[14]。
  - 4月1日 - 扶桑町章制定（扶桑村創立60周年記念事業）[15]。
- 1970年（昭和45年）
  - 時期不明 - 扶桑町都市計画策定[16]。
  - 1月 - 人口が2万人に到達[9][17]。
- 1972年（昭和47年）
  - 4月1日 - 誠信高等学校創立[18][19]。
  - 10月1日 - 扶桑町総合グラウンド開設[20]。
- 1973年（昭和48年）
  - 時期不明 - 扶桑町商工会館竣工[21]。
- 1974年（昭和49年）
  - 4月1日 - 愛知県立丹羽高等学校創立[22]。
  - 6月15日 - 扶桑町町民プール開設[20]。
  - 9月 - 人口が2万5千人に到達[9][23]。
- 1975年（昭和50年）1月28日 - 第4代扶桑町長亀井淳二就任。
- 1976年（昭和51年）
  - 時期不明 - 丹羽消防署開署[24]。
  - 時期不明 - 広報無線放送開始[25]。
- 1979年（昭和54年）

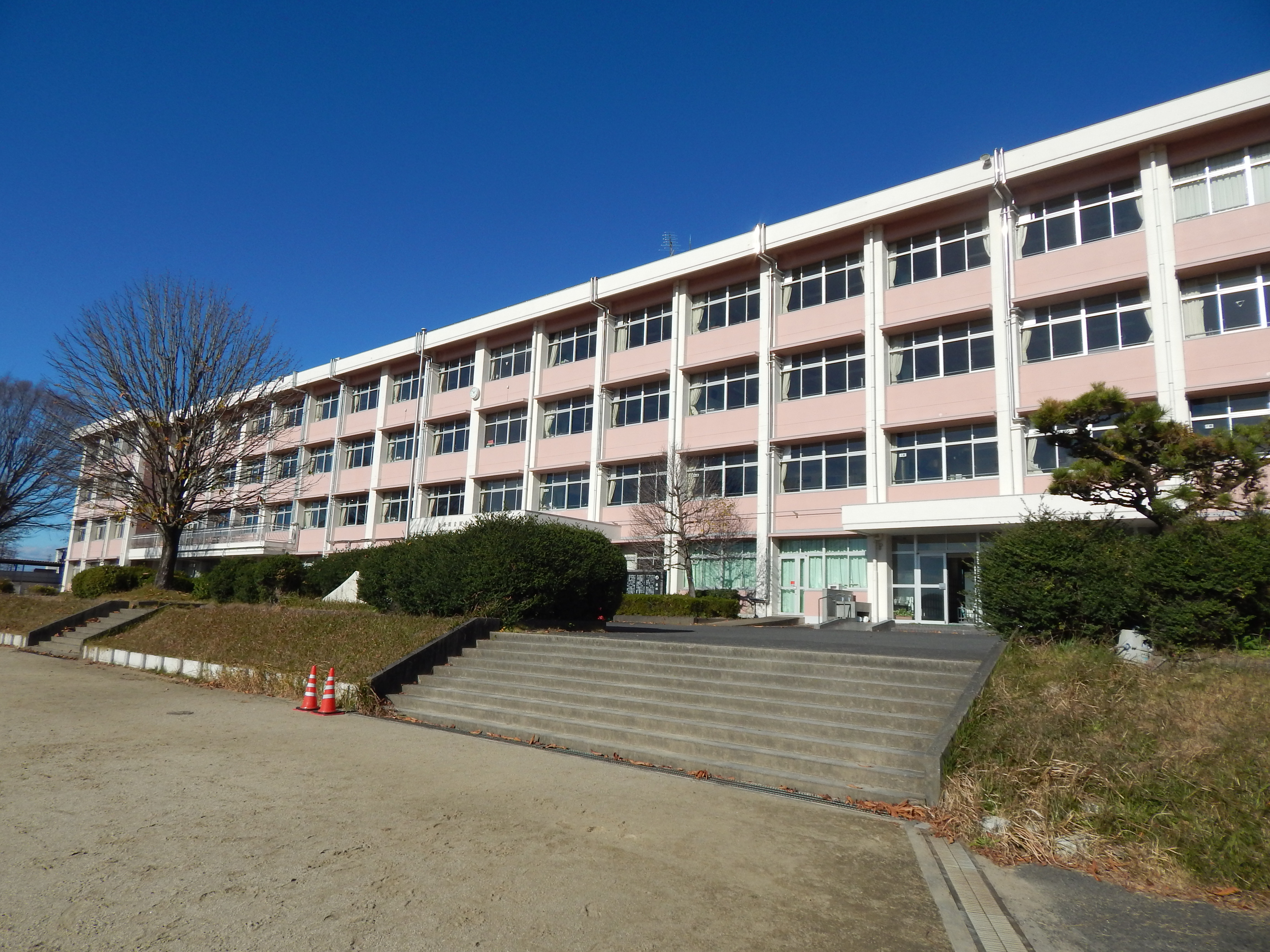
扶桑町立扶桑北中学校創立

  - 4月1日 - 扶桑町立扶桑東小学校創立[26][27]。
  - 12月15日 - 木曽川扶桑緑地公園グラウンド開設[28]。
- 1980年（昭和55年）
  - 時期不明 - 扶桑町役場増改築。
  - 3月15日 - 扶桑町保健センター竣工[29]。
  - 11月30日 - 扶桑町中央公民館竣工[30]。
- 1982年（昭和57年）
  - 3月30日 - 扶桑町町民テニスコート開設[20]。

- - 4月1日 - 扶桑町立扶桑北中学校創立[31]。
  - 10月24日 - 第5代扶桑町長高木正巳就任。
- 1983年（昭和58年）3月15日 - 扶桑町総合体育館開館[32]。
- 1984年（昭和59年）5月13日 - 第6代扶桑町長千田英明就任。
  - 1987年（昭和62年）7月25日 - 扶桑町図書館開館[33][34][35][36][37]。

### 平成
- 1991年（平成3年）6月9日 - 第7代扶桑町長澤田正夫就任。
- 1992年（平成4年）
  - 8月1日 - 町民憲章、町の花「ひまわり」制定[38][13]。
- 1993年（平成5年）
  - 月日不明 - 人口が3万人に到達[9][39]。
  - 月日不明 - 養蚕農家ついに0となる[40]。
  - 月日不明 - 尾関浩一、町無形文化財保持者に認定[41]。
  - 4月14日 - 扶桑町北部グラウンド開設[28]。
  - 10月1日 - 愛知北農業協同組合（JA愛知北）設立[42]。

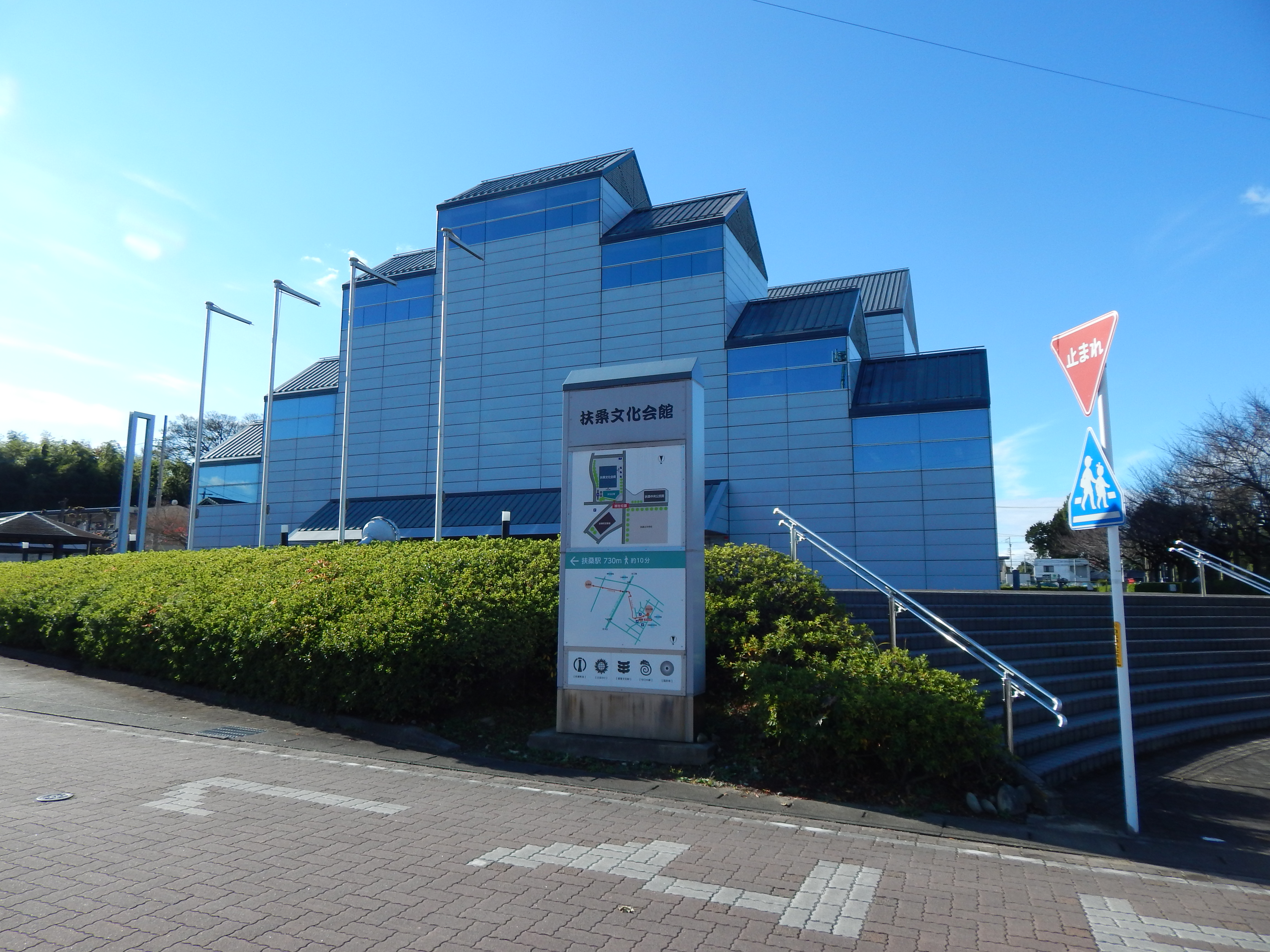
扶桑文化会館開館

- 1995年（平成7年）6月24日 - 扶桑文化会館開館[43]。
- 1998年（平成10年） - 名鉄バスの路線が廃線となり、扶桑町内を運行する路線バスが全てなくなった[44]。
- 1999年（平成11年）4月25日 - 扶桑町長選挙（第14回統一地方選挙後半戦）実施[45]。第8代扶桑町長河田幸男就任。
- 2000年（平成12年） - 扶桑町総合福祉センター開館。
- 2002年（平成14年）
  - 4月1日 - 尾張北部水道企業団と丹羽消防組合を統合し丹羽広域事務組合が発足。
  - 8月1日 - 町制施行50周年。
- 2003年（平成15年）
  - 4月27日 - 扶桑町長選挙（第15回統一地方選挙後半戦）実施[46]。無投票。
  - 8月9日 - イオン扶桑ショッピングセンター（現：イオンモール扶桑）開業[47][48]。
- 2004年（平成16年）
  - 4月25日 - 扶桑町議会議員選挙実施。無投票（2回目）。
  - 6月21日 - 扶桑町議会において、犬山市との合併案が反対多数で否決[49]。
  - 8月2日 - 合併協議不調の責任を取り、河田が町長を辞任[50]。
  - 8月29日 - 河田の辞任に伴う扶桑町長選挙執行。第9代扶桑町長江戸満就任。
- 2005年（平成17年）7月12日 - 覚王寺、国の登録有形文化財となる。
- 2006年（平成18年）10月1日 - 「扶桑」誕生100周年。
- 2008年（平成20年）
  - 4月27日 - 扶桑町議会議員選挙実施[51]。
  - 8月24日 - 扶桑町長選挙実施[52]。
- 2012年（平成24年）
  - 4月22日 - 扶桑町議会議員選挙実施[53]。
  - 8月26日 - 扶桑町長選挙実施[54]。
- 2013年（平成25年）11月23日 - 扶桑町で作られた守口大根（191.7cm）が世界一長い大根としてギネス世界記録に認定[55]。
- 2016年（平成28年）
  - 4月24日 - 扶桑町長選挙・扶桑町議会議員選挙実施[56]。
  - 5月13日 - 第10代扶桑町長千田勝隆就任。
- 2017年（平成29年）
  - 4月5日 - 尾張北部環境組合設立。
  - 7月13日 - アクロスプラザ扶桑開業[57]。
- 2018年（平成30年）
  - 3月27日 - 柏森長畑公園開設[58]。
  - 11月2日 - 川田家住宅、国の登録有形文化財となる。

### 令和
- 2020年（令和2年）
  - 4月26日 - 扶桑町長選挙・扶桑町議会議員選挙実施[59]。議員選挙は無投票（3回目）。
  - 5月13日 - 第11代扶桑町長鯖瀬武就任。
- 2022年（令和4年）
  - 2月17日 - 人口が3万5000人に到達[9]。
  - 3月11日 - タチヤ扶桑店開業[60]。
  - 8月1日 - 町制施行70周年。
  - 10月1日 - チョイソコふそう実証運行開始[61]。
- 2023年（令和5年）4月1日 - 扶桑町児童センター開館[62]。

- 2024年（令和6年） 

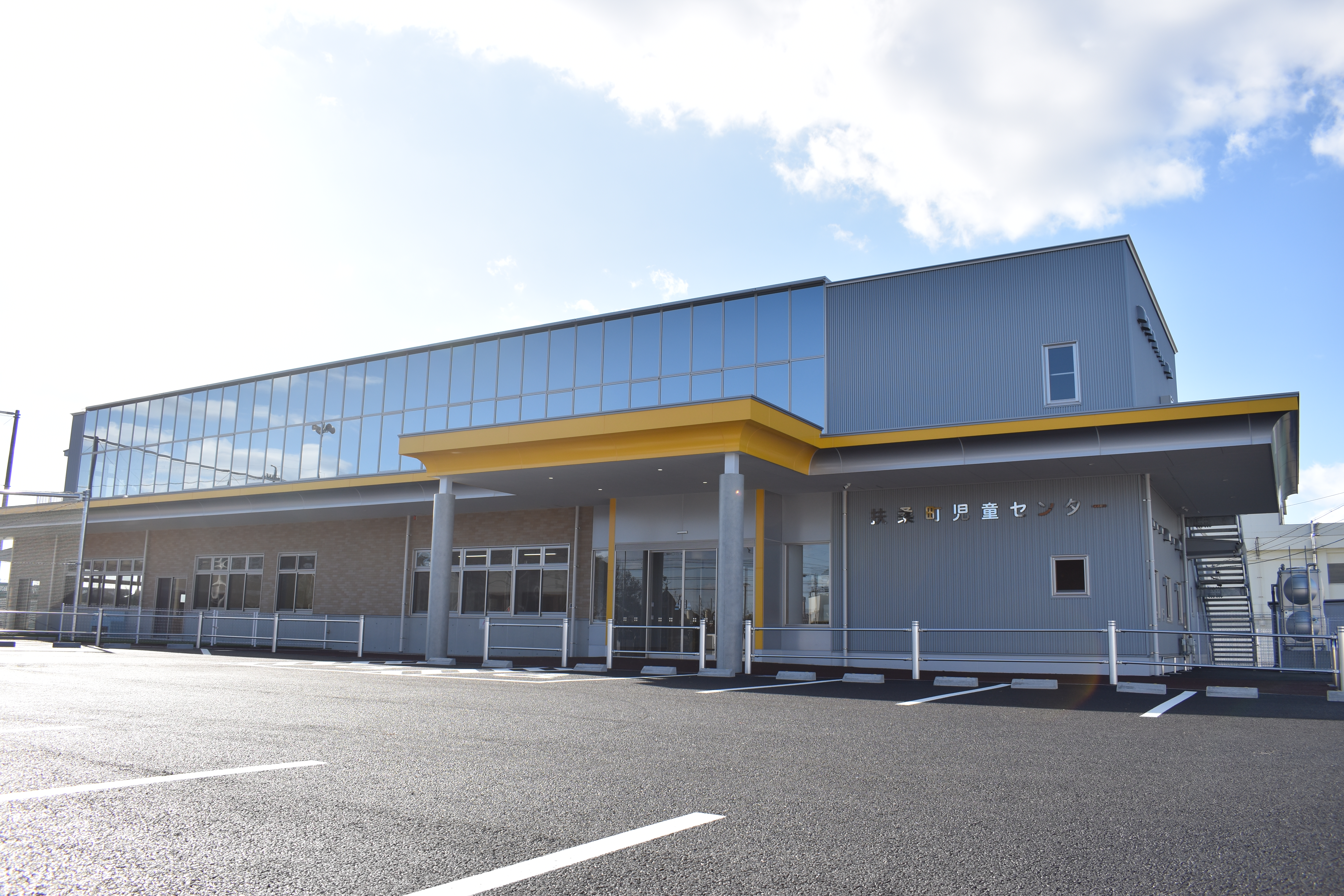
扶桑町児童センター

  - 4月21日 - 扶桑町長選挙・扶桑町議会議員選挙実施[63]。町長選挙は無投票。
  - 10月1日 - チョイソコふそう本格運行移行[64]。
- 2025年（令和7年）9月1日 - 扶桑町総合体育館にネーミングライツ導入（予定）[65]。

### 自治体の変遷
| 郡       | 明治初年頃   | 明治11年   | 明治22年   | 明治28年 | 明治39年                     | 昭和27年                       | 昭和29年                       | 昭和37年 - 現在                |
| -------- | ------------ | ---------- | ---------- | -------- | ---------------------------- | ------------------------------ | ------------------------------ | ------------------------------ |
| 丹 羽 郡 | 木津村       | 木津村     | 高雄村     | 高雄村   | 明治39年10月1日 犬山町に分離 | 明治39年10月1日 犬山町に分離   | 昭和29年4月1日 市制施行 犬山市 | 昭和29年4月1日 市制施行 犬山市 |
| 丹 羽 郡 | 上野村       |            | 高雄村     | 高雄村   | 明治39年10月1日 犬山町に分離 | 明治39年10月1日 犬山町に分離   | 昭和29年4月1日 市制施行 犬山市 | 昭和29年4月1日 市制施行 犬山市 |
| 丹 羽 郡 | 下野村       | 高雄村     | 高雄村     | 高雄村   | 明治39年10月1日 合併 扶桑村  | 昭和27年8月1日 町制施行 扶桑町 | 昭和27年8月1日 町制施行 扶桑町 | 昭和27年8月1日 町制施行 扶桑町 |
| 丹 羽 郡 | 下野原新田村 | 高雄村     | 高雄村     | 高雄村   | 明治39年10月1日 合併 扶桑村  | 昭和27年8月1日 町制施行 扶桑町 | 昭和27年8月1日 町制施行 扶桑町 | 昭和27年8月1日 町制施行 扶桑町 |
| 丹 羽 郡 | 犬山羽根村   | 高雄村     | 高雄村     | 高雄村   | 明治39年10月1日 合併 扶桑村  | 昭和27年8月1日 町制施行 扶桑町 | 昭和27年8月1日 町制施行 扶桑町 | 昭和27年8月1日 町制施行 扶桑町 |
| 丹 羽 郡 | 北山名村     | 山那村     | 山名村     | 山名村   | 明治39年10月1日 合併 扶桑村  | 昭和27年8月1日 町制施行 扶桑町 | 昭和27年8月1日 町制施行 扶桑町 | 昭和27年8月1日 町制施行 扶桑町 |
| 丹 羽 郡 | 岩手村       | 山那村     | 山名村     | 山名村   | 明治39年10月1日 合併 扶桑村  | 昭和27年8月1日 町制施行 扶桑町 | 昭和27年8月1日 町制施行 扶桑町 | 昭和27年8月1日 町制施行 扶桑町 |
| 丹 羽 郡 | 南山名村     |            | 山名村     | 山名村   | 明治39年10月1日 合併 扶桑村  | 昭和27年8月1日 町制施行 扶桑町 | 昭和27年8月1日 町制施行 扶桑町 | 昭和27年8月1日 町制施行 扶桑町 |
| 丹 羽 郡 | 高木村       | 高木村     | 豊国村     | 豊国村   | 明治39年10月1日 合併 扶桑村  | 昭和27年8月1日 町制施行 扶桑町 | 昭和27年8月1日 町制施行 扶桑町 | 昭和27年8月1日 町制施行 扶桑町 |
| 丹 羽 郡 | 斎藤村       |            | 豊国村     | 豊国村   | 明治39年10月1日 合併 扶桑村  | 昭和27年8月1日 町制施行 扶桑町 | 昭和27年8月1日 町制施行 扶桑町 | 昭和27年8月1日 町制施行 扶桑町 |
| 丹 羽 郡 | 柏森村       | 柏森村     | 柏森村     | 柏森村   | 明治39年10月1日 合併 扶桑村  | 昭和27年8月1日 町制施行 扶桑町 | 昭和27年8月1日 町制施行 扶桑町 | 昭和27年8月1日 町制施行 扶桑町 |
| 丹 羽 郡 | 小口村余野   | 小口村余野 | 小口村余野 | 柏森村   | 明治39年10月1日 大口村に分離 | 明治39年10月1日 大口村に分離   | 明治39年10月1日 大口村に分離   | 昭和37年4月1日 町制施行 大口町 |

## 行政
愛知県丹羽郡に所属し、愛知県尾張事務所の管内となるが、一般的に尾北地区と呼ばれる地域にある。

### 町長
鯖瀬武（2020年（令和2年）5月13日就任、2期目） 

### 副町長
北折廣幸（2021年4月1日就任、2期目）

### 町政機関

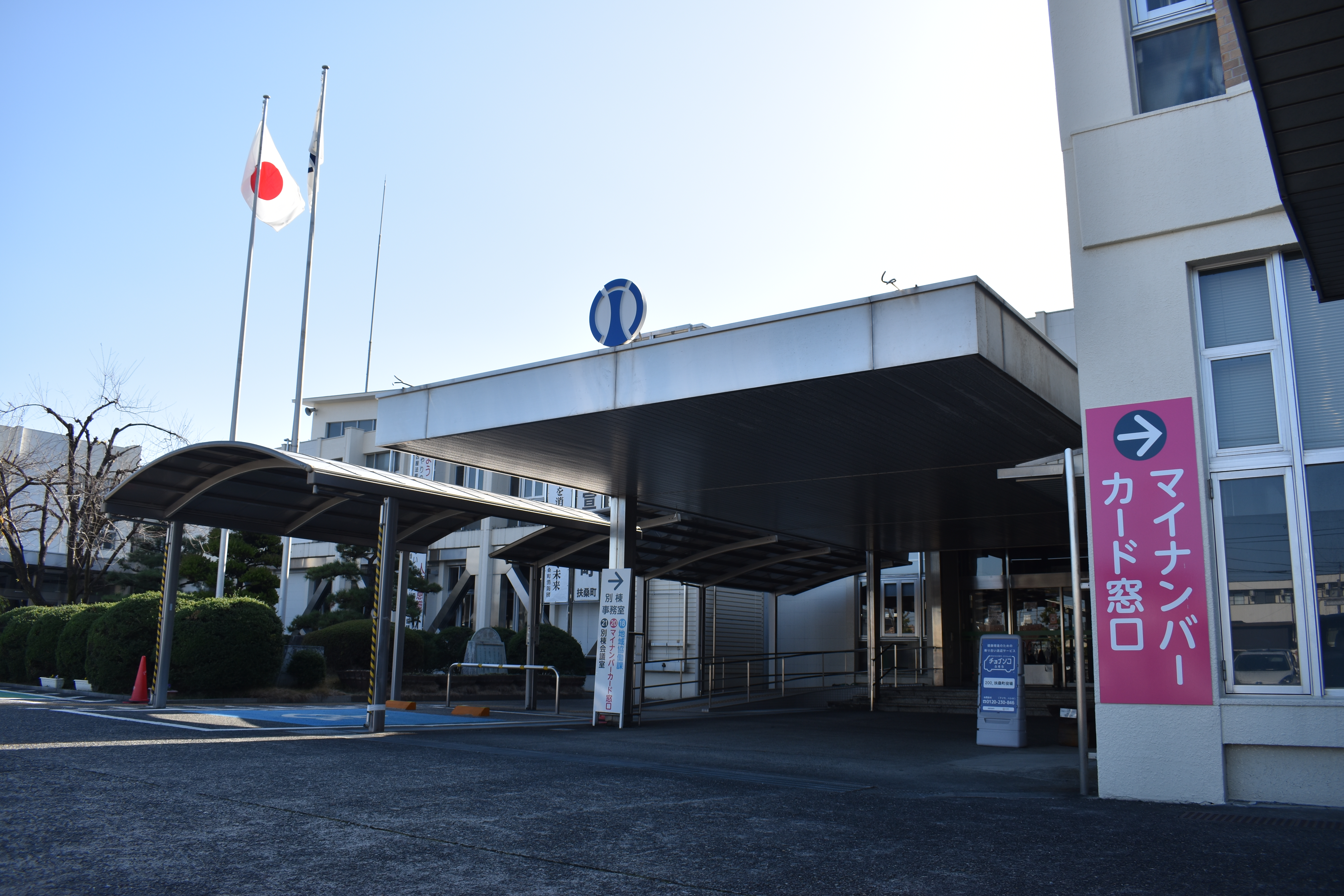
扶桑町役場庁舎

町役場
- 扶桑町役場 （高雄天道330番地）

| 総務部     | 秘書企画課、財政管財課、行政課             |
| 生活安全部 | 税務課、防災安全課、地域協働課、環境課     |
| 健康福祉部 | 戸籍保険課、福祉課、長寿介護課、健康推進課 |
| 産業建設部 | 都市政策課、土木農政課、下水道課           |
| 教育部     | 学校教育課、生涯学習課、子ども課           |

### 財政
| 一般会計 | 133億4000万円 | 12.1% |
| 特別会計 | 64億9571万円  | 1.3%  |
| 企業会計 | 12億9367万円  | 3.7%  |
| 総額     | 211億2938万円 | 8.0%  |

### 町章
1966年（昭和41年）7月、扶桑村創立60周年記念、扶桑町役場新庁舎竣工記念として扶桑町のシンボルマークである町章を一般募集し、1967年（昭和42年）4月1日に制定された。
扶桑の「ふ」の字を図案化し、扶桑町が将来に向って発展し続けるよう希望をこめたもの。

### 町の木・町の花
扶桑町自然環境の保全及び緑化の推進に関する条例の中で町の木、町の花を指定している。
- 町の木 - カシ（1966年11月20日制定）
- 町の花 - ヒマワリ（1992年8月1日制定）

なお、同条例及び施行規則には、保存地区・保存樹の規定も定めている。

### 広域行政
- 丹羽広域事務組合（扶桑町・大口町）
- 江南丹羽環境管理組合（扶桑町・大口町・江南市）
- 尾張北部環境組合（扶桑町・大口町・江南市・犬山市）
- 愛北広域事務組合（扶桑町・大口町・江南市・犬山市・岩倉市）

## 議会

### 扶桑町議会
- 議長：丹羽友樹
  - 定数：16人
  - 任期：2024年5月13日 - 2028年5月12日

### 愛知県議会
1947年（昭和22年）に戦後、最初の県議会議員選挙が行われた。当時の丹羽郡は定員3名で、現在の犬山、江南、岩倉、扶桑、大口が選挙区であった。1959年（昭和34年）からは犬山市、江南市が独立し、岩倉、扶桑、大口で定員1名となり、1975年（昭和50年）からは岩倉市が独立し、現在は扶桑、大口の両町で定員1名となっている。
歴代選出議員
| 選挙期日               | 当選者名   | 有権者数 | 投票者数 | 投票率 |        |
| ---------------------- | ---------- | -------- | -------- | ------ | ------ |
| 1947年4月30日          | 松浦浅吉   | 62,990   | 56,580   | 89.82  |        |
| 1947年4月30日          | 安藤信太郎 | 62,990   | 56,580   | 89.82  |        |
| 1947年4月30日          | 武馬繫三郎 | 62,990   | 56,580   | 89.82  |        |
| 1951年4月30日          | 石田千太郎 | 61,359   | 55,470   | 90.40  |        |
| 1951年4月30日          | 松浦浅吉   | 61,359   | 55,470   | 90.40  |        |
| 1951年4月30日          | 安藤信太郎 | 61,359   | 55,470   | 90.40  |        |
| 1955年4月23日          | 石田千太郎 | 64,912   | 51,144   | 78.79  |        |
| 1955年4月23日          | 松浦浅吉   | 64,912   | 51,144   | 78.79  |        |
| 1955年4月23日          | 安藤信太郎 | 64,912   | 51,144   | 78.79  |        |
| ＜犬山、江南単独区に＞ |            |          |          |        |        |
| 1959年4月23日          | 伊藤辰次郎 | 無投票   | 無投票   | 無投票 |        |
| ＜岩倉単独区に＞       |            |          |          |        |        |
| 1963年4月17日          | 社本鋭郎   | 7,685    | 6,086    | 79.19  |        |
| 1967年4月15日          | 社本鋭郎   | 無投票   | 無投票   | 無投票 |        |
| 1971年4月11日          | 社本鋭郎   | 無投票   | 無投票   | 無投票 |        |
| 1975年4月13日          | 仙田明一   | 無投票   | 無投票   | 無投票 |        |
| 1979年4月8日           | 仙田明一   | 無投票   | 無投票   | 無投票 |        |
| 1983年4月17日          | 大竹喜久雄 | 18,235   | 8,616    | 47.25  |        |
| 1987年4月12日          | 大竹喜久雄 | 無投票   | 無投票   | 無投票 |        |
| 1991年4月7日           | 大竹喜久雄 | 無投票   | 無投票   | 無投票 |        |
| 1995年4月9日           | 大竹喜久雄 | 無投票   | 無投票   | 無投票 |        |
| 1999年4月11日          | 藤川政人   |          |          |        |        |
| 2003年4月13日          | 藤川政人   | 無投票   | 無投票   | 無投票 |        |
| 2007年4月8日           | 藤川政人   | 42,106   | 20,013   | 47.53  |        |
| 2010年8月1日           | 鈴木喜博   | 44,292   | 17,189   | 38.81  |        |
| 2011年4月11日          | 鈴木喜博   | 無投票   | 無投票   | 無投票 | 無投票 |
| 2015年4月12日          | 鈴木喜博   | 無投票   | 無投票   | 無投票 | 無投票 |
| 2019年4月7日           | 鈴木喜博   | 無投票   | 無投票   | 無投票 | 無投票 |
| 2023年4月9日           | 鈴木喜博   | 無投票   | 無投票   | 無投票 | 無投票 |

#### 過去の選挙
2010年愛知県議会丹羽郡選出議員補欠選挙
- 選挙区：丹羽郡選挙区（大口町、扶桑町）
- 定数1人
- 投票日：2010年8月1日
- 当日有権者数：44,292人[70]
- 投票率：38.81％[70]

| 候補者名 | 当落 | 年齢 | 所属党派   | 新旧別 | 得票数  |
| -------- | ---- | ---- | ---------- | ------ | ------- |
| 鈴木喜博 | 当   | 54   | 自由民主党 | 新     | 9,427票 |
| 鬼頭直樹 | 落   | 30   | 民主党     | 新     | 7,404票 |

### 衆議院
- 選挙区：愛知16区 （犬山市、江南市、小牧市、北名古屋市、西春日井郡豊山町、丹羽郡大口町、扶桑町）
- 任期：2024年10月29日 - 2028年10月28日

時の内閣：第1次石破内閣 解散日：2024年10月9日 公示日：2024年10月15日
当日有権者数：38万9051人 最終投票率：53.60% （全国投票率：53.85%（2.08%））
| 当落 | 候補者名 | 年齢 | 所属党派   | 新旧 | 得票数   | 得票率 | 惜敗率 | 推薦・支持     | 重複 |
| ---- | -------- | ---- | ---------- | ---- | -------- | ------ | ------ | -------------- | ---- |
| 当   | 福田徹   | 42   | 国民民主党 | 新   | 65,923票 | 32.73% | ――     |                | ○    |
|      | 犬飼明佳 | 52   | 公明党     | 新   | 63,095票 | 31.32% | 95.71% | 自由民主党推薦 |      |
| 比当 | 松田功   | 56   | 立憲民主党 | 元   | 61,792票 | 30.67% | 93.73% |                | ○    |
|      | 松崎省三 | 78   | 日本共産党 | 新   | 10,634票 | 5.28%  | 16.13% |                |      |

## 施設

### 警察
- 愛知県犬山警察署（本署は犬山市）
  - 柏森交番
  - 高雄駐在所
  - 山名駐在所

- 柏森交番
- 高雄駐在所
- 山名駐在所

### 消防
- 丹羽消防署（大口町）
  - 扶桑出張所 - 1996年（平成8年）4月1日業務開始[71]。

- 丹羽消防署
- 扶桑出張所

### 医療・福祉
町内に拠点となる総合病院はない。町から近い病院としては江南厚生病院（江南市）やさくら総合病院（大口町）、総合犬山中央病院（犬山市）などがある。
- 扶桑町保険センター - 1980年（昭和55年）開館。
- 扶桑町総合福祉センター - 2000年（平成12年）開館。
- 扶桑町児童センター - 2023年（令和5年）4月1日開館[62]。

- 扶桑町児童センター

### 郵便
- 扶桑郵便局 - 1881年（明治14年）3月11日、柏森郵便局として開局[72]。1909年（明治42年）6月1日、扶桑郵便局に改称。
- 扶桑駅前郵便局 - 1961年（昭和36年）4月開局[73]。
- 柏森駅前郵便局 - 1968年（昭和43年）11月開局[73]。
- 扶桑高雄郵便局 - 1969年（昭和44年）4月開局[73]。

- 扶桑郵便局
- 扶桑駅前郵便局
- 柏森駅前郵便局

### 文化施設
- 扶桑文化会館 - 1995年（平成7年）開館。第3回愛知まちなみ建築賞受賞[74]。
- 扶桑町図書館 - 1987年（昭和62年）開館。1992年（平成4年）、第78回全国図書館大会で優秀図書館として表彰[75]。

- 扶桑文化会館
- 扶桑町図書館

### 交流施設
- 扶桑町中央公民館 - 1980年（昭和55年）開館。1989年（平成元年）、優良公民館として文部大臣表彰。

- 扶桑町中央公民館

### 社会体育施設
総合体育館を始め総合グラウンド、町民テニスコート、緑地公園グラウンド、北部グラウンドがあり、広く町民に利用されている。
- 扶桑町総合グラウンド - 1972年（昭和47年）10月1日開設。
- 扶桑町町民プール - 1974年（昭和49年）6月15日開設。2021年（令和3年）3月31日廃止。
- 木曽川扶桑緑地公園グラウンド - 1979年（昭和54年）12月15日開設。
- 扶桑町町民テニスコート 1982年（昭和57年）3月30日開設。
- 扶桑町総合体育館 - 1983年（昭和58年）3月15日開館。
- 扶桑町北部グラウンド - 1993年（平成5年）4月14日開設。

- 木曽川扶桑緑地公園グラウンド
- 扶桑町総合体育館

### 公園
市街化区域内を中心に、街区公園（6ヶ所、1.41ha）と都市緑地（3ヶ所、13.05ha）が指定されている。なお、市街化区域の一部には都市公園のない地区があり、児童遊園はあるものの、公園的機能は少ない傾向にある。
都市公園
扶桑町では、以下の8ヶ所の都市公園が整備されている。
| 公園名             | 整備面積（㎡） |
| ------------------ | -------------- |
| 柏森駅前公園       | 2,369          |
| 柏森北公園         | 1,136          |
| 柏森長畑公園       | 2,012          |
| 高雄公園           | 4,649          |
| 斎藤公園           | 1,880          |
| 木曽川扶桑緑地公園 | 95,881         |
| 柏森東山緑地公園   | 8,917          |

- 柏森駅前公園
- 高雄公園
- 木曽川扶桑緑地公園

児童遊園
| 地区名 | 整備数 | 整備面積（㎡） |
| ------ | ------ | -------------- |
| 高雄   | 19     | 13,109         |
| 山那   | 4      | 2,921          |
| 小淵   | 1      | 760            |
| 南山名 | 7      | 3,794          |
| 斎藤   | 5      | 3,916          |
| 高木   | 2      | 1,506          |
| 柏森   | 10     | 4,997          |
| 合計   | 48     | 31,005         |

## 対外関係

### 姉妹都市･提携都市
扶桑町には2021年現在、姉妹都市・提携都市は存在しない。

#### 海外
フレンドシップ相手国
2005年に開催された2005年日本国際博覧会（愛知万博）では「一市町村一国フレンドシップ事業」が行われ、名古屋市を除く愛知県内の市町村が120の万博公式参加国をそれぞれとしてフレンドシップ相手国として迎え入れた。
- セネガル共和国

## 経済

### 農業
農業協同組合
- 愛知北農業協同組合（JA愛知北）

- JA愛知北産直センター扶桑店

### 工業
扶桑町創業の企業
| 企業名       | 創業年     | 所在地         |
| ------------ | ---------- | -------------- |
| メガネ赤札堂 | 1979年3月  | 高雄字伊勢帰97 |
| 扶桑守口食品 | 1980年10月 | 山那屋敷地757  |

- メガネ赤札堂
- 壽俵屋本社
- 壽俵屋直売処

町内に本社を置く企業
| 企業名           | 創業年    | 創業地         | 所在地         |
| ---------------- | --------- | -------------- | -------------- |
| 日本デコラックス | 1958年8月 | 尾西市         | 柏森字前屋敷10 |
| 藤田電機製作所   | 1970年4月 | 名古屋市熱田区 | 柏森寺裏276    |

- 日本デコラックス

町内に工場を置く企業
| 企業名     | 事業所名   | 竣工年     | 所在地               |
| ---------- | ---------- | ---------- | -------------------- |
| 村田機械   | 犬山事業所 | 1962年4月  | 高雄北郷             |
| キッコーナ | 扶桑工場   | 1963年4月  | 南山名西ノ山50       |
| CKD        | 犬山工場   | 1963年12月 | 高雄字南郷356        |
| 旭有機材   | 愛知工場   | 1968年5月  | 南山名西ノ山新津26-4 |

町内に倉庫を置く企業
| 企業名           | 事業所名         | 竣工年    | 所在地              |
| ---------------- | ---------------- | --------- | ------------------- |
| 東洋水産         | 中部物流センター | 2009年1月 | 高雄突田65-3        |
| サントリー       | 名古屋北支店     | 調査中    | 南山名字西ノ山42-2  |
| 三菱商事都市開発 | MCUD小牧北       | 2024年4月 | 南山名字西ノ山200-1 |

- 東洋水産中部物流センター

### 商業
主な商業施設
- イオンモール扶桑 - 2003年（平成15年）8月9日開業[47][48]。
- アクロスプラザ扶桑 - 2017年（平成29年）7月13日開業[57]。
- 平和堂扶桑店 - 1998年（平成10年）11月26日、タマコシ扶桑店として開業[79]。
- タチヤ扶桑店 - 2022年（令和4年）3月11日開業[60]。
- 業務スーパー扶桑柏森店 - 2025年（令和7年）2月6日開業。

- イオンモール扶桑
- アクロスプラザ扶桑
- 平和堂扶桑店

### 金融機関
- イオン銀行 - イオンモール扶桑店
- いちい信用金庫 - 扶桑支店、柏森支店
- 大垣共立銀行 - 扶桑支店
- 岐阜信用金庫 - 扶桑支店
- JA愛知北 - 扶桑支店、柏森支店
- 十六銀行 - 扶桑支店
- 名古屋銀行 - 扶桑支店

## 事業所
2021年（令和3年）現在の経済センサス調査による事業所数と従業員数は以下の通りである。
| 大字   | 事業所数    | 従業員数 |
| ------ | ----------- | -------- |
| 高木   | 88事業所    | 614人    |
| 高雄   | 354事業所   | 4,006人  |
| 斎藤   | 79事業所    | 587人    |
| 山那   | 20事業所    | 285人    |
| 小淵   | 16事業所    | 90人     |
| 南山名 | 227事業所   | 2,584人  |
| 柏森   | 268事業所   | 1,910人  |
| 計     | 1,052事業所 | 10,076人 |

### 事業所数の変遷
経済センサスによる事業所数の推移。
| 年                 | 事業者数 |
| ------------------ | -------- |
| 2016年（平成28年） | 1,082    |
| 2021年（令和3年）  | 1,052    |

### 従業員数の変遷
経済センサスによる従業員数の推移。
| 年                 | 従業員数 |
| ------------------ | -------- |
| 2016年（平成28年） | 9,078    |
| 2021年（令和3年）  | 10,076   |

## 教育

### 高等学校
県立
- 愛知県立丹羽高等学校（1974年創立）[注釈 6]

私立
- 学校法人 愛知江南学園立誠信高等学校（1972年創立）

- 愛知県立丹羽高等学校

### 中学校
町立
- 扶桑町立扶桑中学校（1947年創立）
- 扶桑町立扶桑北中学校（1982年創立）

- 扶桑町立扶桑北中学校

### 小学校
町立
2025年度、4小学校の体育館にエアコン設置（予定）。
- 扶桑町立高雄小学校（1872年創立）
- 扶桑町立柏森小学校（1872年創立）
- 扶桑町立山名小学校（1873年創立）
- 扶桑町立扶桑東小学校（1979年創立）

- 扶桑町立高雄小学校

学区
| 柏森小学校（南部）   | 斎藤東、斎藤西、斎藤中、斎藤南、斎藤北、緑ヶ丘、高木東、高木西 柏森東1区、柏森東2区、柏森西、柏森南、柏森北、中島、花立、柏森レインボー                                          |
| 高雄小学校（西部）   | 北新田、羽根、羽根西、東川西、東川南、東川北、扶桑住宅、高雄団地、宮島、伊勢帰、扶桑台                                                                                           |
| 山名小学校（北部）   | 山那、小淵、大門、森、前野、野田、西村、寺前、中村住宅、扶桑紡績 |
| 扶桑東小学校（東部） | 南新田、高雄住宅、南定松、北定松、福塚、平塚、公団住宅 |
| 扶桑中学校           | 斎藤東、斎藤西、斎藤中、斎藤南、斎藤北、緑ヶ丘、高木東 柏森東1区、柏森東2区、柏森西、柏森南、柏森北、中島、花立、柏森レインボー 南新田、高雄住宅、南定松、北定松、平塚、公団住宅 |
| 扶桑北中学校         | 北新田、羽根、羽根西、東川西、東川南、東川北、扶桑住宅、高雄団地、宮島、伊勢帰、扶桑台 山那、小淵、大門、森、前野、野田、西村、寺前、中村住宅、扶桑紡績、※福塚、※高木西          |

- 福塚・高木西については、指定校の変更ができる。

### 生涯学習
2002年より、町立の小中学校に聴講生制度を導入している。希望すれば一般の人が小中学校の授業を受講できる。小中学校に導入したのは扶桑町が全国初。
制度開始から20年を迎えた2022年には、扶桑町立扶桑東小学校で小学生と一緒に図画工作の授業を受ける80歳の男性がメディアに取り上げられて話題になった
。

## 交通
国道41号、主要地方道一宮犬山線をはじめ諸道路が整備され、自動車を使えば一宮市や名古屋空港へは30分程度、名神高速道路小牧インターチェンジ、中央自動車道小牧東インターチェンジには2、30分の距離である。また、犬山橋、ライン大橋、愛岐大橋などにより、岐阜県側との交流がいっそう容易になるという交通上恵まれた位置に立地している。

### 鉄道
名鉄犬山線で名古屋市・岐阜市へは30分前後、犬山市・江南市へ10分以内で結ばれ、さらに名古屋市から新幹線を利用すれば東京や大阪も日帰りビジネス圏である。
名古屋鉄道（名鉄）
■名鉄犬山線：柏森駅 - 扶桑駅 - 木津用水駅
名鉄犬山線は尾北地域や隣接する岐阜県可児市、各務原市方面と産業経済、教育文化の中心地である名古屋方面を結ぶ公共交通機関として、多くの人々に利用されている。昭和30年代後半からは、名古屋圏のベッドタウンとして、沿線各地に住宅団地やアパートなどが次々と建設されて、犬山線の利用者は急増した。さらに昭和40年代以降は、名古屋圏も大きく発展し、住宅地に好適な丘陵地を持った犬山市や可児市、各務原市方面へ年を追うごとに広がり、犬山線の利用者は増加の一途をたどった。なかでも通勤通学者の集中する朝晩のラッシュアワーの混雑ぶりは甚だしいものがあった。
扶桑町内には、南から柏森駅、扶桑駅、木津用水駅の3駅が設置されている。3駅とも名鉄犬山線開通時（1912年〈大正元年〉8月6日）より設けられていた。1993年（平成5年）に名古屋市営地下鉄鶴舞線と相互直通運転を開始し、2005年（平成17年）の中部国際空港開業時には空港直通の列車も設定されるなど、県内他地域へのアクセス性が向上している。
- 柏森駅
- 扶桑駅
- 木津用水駅

町内3駅の乗降客数（1日平均）の推移は次のようである。
| 年代   | 柏森駅   | 扶桑駅  | 木津用水駅 | 合計     |
| ------ | -------- | ------- | ---------- | -------- |
| 1993年 | 1,0742人 | 5,214人 | 1,849人    | 17,805人 |
| 2013年 | 10,337人 | 6,285人 | 2,009人    | 18,631人 |
| 2022年 | 09,323人 | 5,847人 | 1,865人    | 17,035人 |

2022年度、名鉄犬山線全20駅中、柏森駅は9位（9,323人）、扶桑駅は12位（5,847人）、木津用水駅は17位（1,865人）であった。

### バス
扶桑町内には2023年現在、コミュニティバスを含めてバス路線が存在しない。地方公共団体が運行するコミュニティバスがないのは県内で扶桑町のほか、江南市、岩倉市のみである。
過去に名鉄バスが一宮・犬山線、浄心線、小淵・江南線の3つの路線を運行していた。小淵・江南線は1960年（昭和35年）7月、地元民の要望に応えて誕生したが、自家用車の普及によりバス利用者は減少し廃線となり、1998年（平成10年）に扶桑町内を運行する路線バスはなくなった。なお、名鉄バスは2009年（平成21年）にイオンモール扶桑と扶桑駅、柏森駅を結ぶ路線も開設したが、これも2010年（平成22年）に廃止となった。

### デマンド型交通
- チョイソコふそう - 2022年（令和4年）10月3日より町全域で運行[90]。

### 道路
昭和30年代に入って、中部圏の産業、経済の飛躍的な発展に伴い、道路輸送が急激に増加して道路網の整備が急務となった。扶桑町では、その立地条件から名古屋市の衛星都市的性格を強め、住宅の建設や工場誘致などが行われた。また、1969年（昭和44年）10月には町東部を国道41号が貫通して、ますます交通量が増加してきたため、町の都市計画（総合計画）の重点目標の一つとして道路整備を取り上げ整備に努めてきた。現在扶桑町の主要な幹線道路は、国道、県道と都市計画道路がその役割を担っており、国道は41号の1路線、県道は主要地方道の一宮犬山線（中央道）をはじめ8路線である。

#### 国道
| 種別 | 名称                     | 主な経過地           |
| ---- | ------------------------ | -------------------- |
| 国道 | 国道41号（名濃バイパス） | 大口町─扶桑町─犬山市 |

|  | 都市計画道路 |

#### 県道

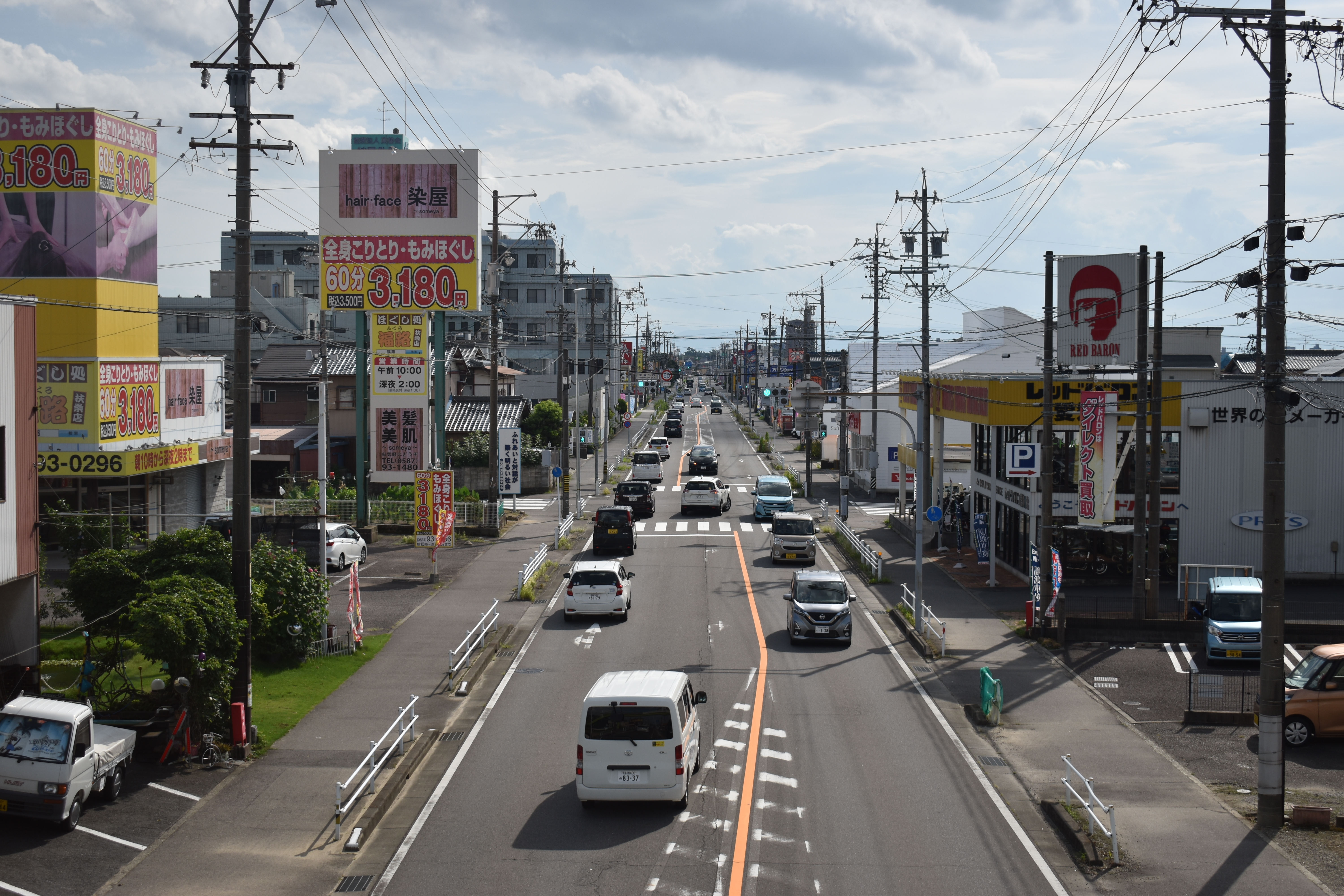
中央道一号横断歩道橋（柏森）から見た愛知県道64号一宮犬山線

| 種別       | 名称                                | 主な経過地                  |
| ---------- | ----------------------------------- | --------------------------- |
| 主要地方道 | 愛知県道64号一宮犬山線              | 一宮市─江南市─扶桑町─犬山市 |
| 一般県道   | 愛知県道156号小渕江南線             | 小淵─斎藤─山尻─江南         |
| 一般県道   | 愛知県道159号外坪扶桑線             | 外坪─小口─柏森              |
| 一般県道   | 愛知県道183号浅井犬山線             | 浅井─宮田─草井─扶桑─犬山    |
| 一般県道   | 愛知県道192号草井羽黒線             | 草井─山名─高雄─羽黒         |
| 一般県道   | 愛知県道194号斎藤羽黒線             | 斎藤─柏森─大口─羽黒         |
| 一般県道   | 愛知県道250号柏森停車場線           | 柏森駅─一宮・犬山線         |
| 一般県道   | 愛知県道390号扶桑各務原線（整備中） | 扶桑町─各務原市             |

|  | 都市計画道路 |

#### 都市計画道路
都市計画法の施行（1969年）に基づいて1970年（昭和45年）に扶桑町都市計画が策定され、重要課題の一つとして道路の整備事業が取り上げられた。それにより、道路の新設、従来の道路の拡幅、歩道の整備、街路樹の植栽など、順次整備改良工事が進められてきている。都市計画道路として指定されているのは次の11路線。総延長約 17,700m。うち国道1路線、県道6路線、町道4路線。2021年（令和3年）3月時点の整備率は 63.1%。国道41号線と小淵江南線は現在事業が進められている。
| 種別 | 名称                      | 主な経過地                  |
| ---- | ------------------------- | --------------------------- |
| 国道 | 国道41号                  | 大口町─扶桑町─犬山市        |
| 県道 | 愛知県道64号一宮犬山線    | 一宮市─江南市─扶桑町─犬山市 |
| 県道 | 愛知県道156号小渕江南線   | 小淵─斎藤─山尻─江南         |
| 県道 | 愛知県道159号外坪扶桑線   | 外坪─小口─柏森              |
| 県道 | 愛知県道183号浅井犬山線   | 浅井─宮田─草井─扶桑─犬山    |
| 県道 | 愛知県道194号斎藤羽黒線   | 斎藤─柏森─大口─羽黒         |
| 県道 | 愛知県道250号柏森停車場線 | 柏森駅─一宮犬山線           |
| 町道 | 犬山富士線                | 犬山─北新田─富士            |
| 町道 | 高雄橋爪線                | 南定松─東川─北新田─犬山     |
| 町道 | 愛岐大橋線                | 草井─山名─高木─大口         |
| 町道 | 扶桑駅前通り線            |                             |

#### その他
町内の道路通称名
- 文化の小径
- 柳街道

- 文化の小径

緑道
- 尾張広域緑道

- 尾張広域緑道

#### 橋梁
- 新愛岐大橋 （2027年完成予定)[92][93]

- 新愛岐大橋

### ナンバープレート
扶桑町は、尾張小牧ナンバーが割り当てられている。

## 寺社・史跡

### 神社
- 柏森神社
- 前利神社
- 楉埜神社
- 神明社
- 高熊神社
- 託美神社
- 葉森神社
- 船塚神社
- 山那神社
- 山那神社

| 名称     | 等級     | 社格   |
| -------- | -------- | ------ |
| 楉埜神社 | 八等級   | 郷社   |
| 前利神社 | 八等級   | 郷社   |
| 山那神社 | 九等級   | 郷社   |
| 山那神社 | 十等級   | 村社   |
| 柏森神社 | 十一等級 | 村社   |
| 託美神社 | 十二等級 | 村社   |
| 高熊神社 | 十二等級 | 村社   |
| 神明社   | 十三等級 | 村社   |
| 船塚神社 | 十五等級 | 無格社 |

### 寺院
- 安穏寺
- 覚王寺
- 顕法寺
- 正覚寺
- 専修院
- 東漸寺
- 白雲寺
- 龍泉寺

- 開覚寺（南山名寺前57）
- 観音寺（高雄南郷330-2）
- 悟渓寺（南山名本郷94）
- 地蔵寺（高木976）
- 仙林寺（高雄伊勢帰289）
- 善光寺（柏森前屋敷131）
- 薬師寺（小淵堤南1391）

| 名称         | 宗派   | 創建                       |
| ------------ | ------ | -------------------------- |
| 金常山白雲寺 | 臨済宗 | 706年（慶雲3年）           |
| 金華山覚王寺 | 臨済宗 | 1330年（元徳2年）          |
| 金寳山薬師寺 | 臨済宗 | 1532年～1554年（天文年間） |
| 大興山悟渓寺 | 臨済宗 | 1699年（元禄12年）         |
| 観音寺       | 臨済宗 | 1744年（延享元年）         |
| 正眼山安穏寺 | 曹洞宗 | 1749年（寛延2年）          |
| 子安山仙林寺 | 臨済宗 | 1821年（文政4年）          |
| 開覚寺       | 天台宗 | 1896年（明治29年）         |
| 善光寺       | 浄土宗 | 1898年（明治31年）         |
| 仏光山東漸寺 | 臨済宗 | 不詳                       |
| 金毛山龍泉寺 | 臨済宗 | 不詳                       |
| 多福山顕法寺 | 臨済宗 | 不詳                       |
| 医王山正覚寺 | 臨済宗 | 不詳                       |
| 延命山地蔵寺 | 臨済宗 | 不詳                       |
| 解脱山専修院 | 浄土宗 | 不詳                       |

### 古墳
扶桑町内の古墳時代の研究は、鳥居龍蔵が遠藤甚吉の発見した須恵器横瓶を鑑定したのに始まる。1931年（昭和6年）に発刊された『扶桑村誌』には、元亀塚、樫の木塚についての記録がある。1964年（昭和39年）、長泉塚古墳が愛知県指定文化財に登録された。現在、古墳の原形をほぼとどめているのは長泉塚古墳と舟塚古墳の二つ。しかし、他の地区からも古墳時代の遺物である直刀、土師器、須恵器などが出土することから、他にもいくつかの古墳が存在していたと考えられる。
- 長泉塚古墳
- 舟塚古墳

## 文化

### 名産品
- 守口大根
- 儀典用端折長柄傘

### 文化財
国の登録有形文化財
| 画像 | 登録名称       | 時代                 | 所有者名       | 登録年月日     | 所在地           |
| ---- | -------------- | -------------------- | -------------- | -------------- | ---------------- |
|      | 覚王寺本堂     | 1814年（文化11年）   | 宗教法人覚王寺 | 2005年07月12日 | 高雄南屋敷135    |
|      | 覚王寺庫裏     | 1840年（天保11年）   | 宗教法人覚王寺 | 2005年07月12日 | 高雄南屋敷135    |
|      | 覚王寺大日堂   | 1794年（寛政6年）    | 宗教法人覚王寺 | 2005年07月12日 | 高雄南屋敷135    |
|      | 覚王寺鐘楼     | 1034年（昭和9年）    | 宗教法人覚王寺 | 2005年07月12日 | 高雄南屋敷135    |
|      | 覚王寺山門     | 1902年（明治35年）   | 宗教法人覚王寺 | 2005年07月12日 | 高雄南屋敷135    |
|      | 川田家住宅主屋 | 1891年（明治24年）頃 | 個人           | 2018年11月02日 | 南山名字前ノ前49 |

愛知県指定有形文化財
| 画像 | 登録名称       | 時代         | 所有者名     | 登録年月日         | 所在地           |
| ---- | -------------- | ------------ | ------------ | ------------------ | ---------------- |
|      | 長泉塚古墳     | 古墳時代後期 | 長船塚保存会 | 1964年（昭和39年） | 高雄字中屋敷37-1 |
|      | 鋳造誕生仏立像 | 平安時代     | 顕宝寺       | 1979年（昭和54年） | 南山名寺前28     |

町指定文化財
| 画像 | 名称               | 時代              | 指定年月日                 | 所在地                         | 区分       |
| ---- | ------------------ | ----------------- | -------------------------- | ------------------------------ | ---------- |
|      | 舟塚古墳           | 古墳時代後期      | 1974年（昭和49年）10月22日 | 高雄定松郷135-1                | 史跡       |
|      | 小淵の渡し跡       | 江戸時代          | 1974年（昭和49年）8月      | 小淵字小淵新開1185・1186合併地 | 史跡       |
|      | 旧岩手村の塚       | 1600年頃          | 1982年（昭和57年）1月      | 小淵中島1567                   | 史跡       |
|      | 恵心庵             | 不明              | 1974年（昭和49年）4月      | 高木字白山前772                | 史跡       |
|      | 悟渓屋敷           | 1630年（寛永7年） | 1977年（昭和52年）9月      | 南山名字本郷94-2               | 史跡       |
|      | 奉献常夜灯         | 江戸時代後期      | 2004年（平成16年）7月      | 山那木曽川堤                   | 史跡       |
|      | 般若用水元杁跡     | 1634年            | 1988年（昭和63年）1月25日  | 小淵南堀場1415-3～4            | 史跡       |
|      | 山那神社のケヤキ   | 不明              | 1982年（昭和57年）1月      | 南山名字森1                    | 天然記念物 |
|      | 専修院東門         | 不明              | 1974年（昭和49年）8月      | 柏森乙西屋敷62-1               | 建造物     |
|      | 聖観音座像         | 不明              | 不明                       | 高木字白山前772（福塚公民館）  | 彫刻       |
|      | 正覚寺の十二神将像 | 不明              | 不明                       | 斎藤県タ21-1                   | 彫刻       |
|      | 頭椎直刀           | 不明              | 不明                       | 高木稲葉63                     | 考古資料   |
|      | 儀典用端折長柄傘   | 不明              | 不明                       | 山那屋敷地611-1                | 無形文化財 |
|      | おんからかみ       | 不明              | 不明                       | 小淵本郷1231                   | 無形文化財 |
|      | 大般若経           | 不明              | 不明                       | 斎藤県タ21                     | 書跡       |
|      | 切支丹関係古文書   | 不明              | 不明                       |                                | 書跡       |
|      | 前利神社掛軸       | 不明              | 不明                       | 斎藤宮添1                      | 書跡       |

## ふるさと納税
町内にメガネ赤札堂の本社があることから、レイバンのサングラスやハズキルーペ、補聴器などをふるさと納税の返礼品にしていたが、総務省から地場産品ではないとの指摘を受け、2018年12月をもってメニューから外した。寄付者の8割がメガネ赤札堂の関係商品を返礼品に希望していたため、寄付額はこれ以降大きく落ち込んでいる。
| 年度   | 金額      |
| ------ | --------- |
| 2018年 | 1,237万円 |
| 2020年 | 227万円   |
| 2022年 | 586万円   |

| 年度     | 減収額（町民税控除額） |
| -------- | ---------------------- |
| 2020年度 | 54,592,579円           |
| 2021年度 | 68,796,970円           |
| 2022年度 | 85,169,656円           |
| 2023年度 | 108,411,306円          |
| 2024年度 | 123,713,180円          |

## 町制施行以前の出身者
南山名村
- 悟渓宗頓（臨済宗の僧、妙心寺四派の一つである東海派の開祖）
- 小室仲太郎（歌舞伎役者）

高雄村
- 千田憲三（実業家、第7代名古屋鉄道社長、初代東海テレビ放送社長）

扶桑村
- 石川克彦（元プロ野球選手、中日ドラゴンズ）
- 河田幸男（第8代扶桑町長、元扶桑町助役）
- 西ヶ廣渉（宮内庁宮務主管、駐ルクセンブルク特命全権大使、演劇評論家）

## 町制施行以後の出身者

### 政界
- 千田勝隆（第10代扶桑町長、元扶桑町議会議員）
- 鯖瀬武（第11代扶桑町長、元扶桑町役場総務部長）
- 藤川政人（参議院議員、元財務副大臣、元総務大臣政務官、元自由民主党愛知県連会長）

### 官吏
- 江口幸雄（愛知県副知事）

### 音楽家
- 近藤名奈（シンガーソングライター）
- TSURU（STANCE PUNKSのボーカル）
- 高瀬統也（シンガーソングライター）

### 芸能人
- 天野由梨（声優）
- Cahogold（ダンサー）

### 名誉町民
扶桑町では1981年（昭和56年）3月28日、扶桑町名誉町民条例が制定されている。町民もしくは町に深いゆかりを持つ者で、政治・経済・文化等を通じ、社会の発展のため大きな功績を残すとともに、人格、識見が優れ、町民の尊敬を受ける者に贈られる称号である。しかし、現在まで名誉町民には一人も推挙されていない。

## 扶桑町にゆかりのある人物
- 江戸満（石川県能美郡川北町出身、第9代扶桑町長、元陸上自衛官）
- 木村三千夫（名古屋市中区出身、日本デコラックス創業者、第5代扶桑町商工会長）
- 曽我米三（岐阜県下呂市出身、壽俵屋創業者）